# Freyella brevispina
Freyella brevispina is een elfarmige zeester uit de familie Freyellidae.
De wetenschappelijke naam van de soort werd, als Freyellidea brevispina, in 1920 gepubliceerd door Hubert Lyman Clark. De beschrijving is gebaseerd op één exemplaar dat was opgehaald van een diepte van 2422 vadem (4429 meter) in het Tropische Oost-Pacifisch gebied (locatie 9°2'Z, 123°20'W) bij een expeditie van oktober 1904 tot maart 1905 met het Amerikaanse onderzoeksschip Albatross. De naam werd gepubliceerd als Freyellidea brevispina. De schrijfwijze "breviispina", met dubbel "i", komt ook voor.